# Štefan Škaper
Štefan Škaper, né le 6 octobre 1966 à Beltinci en Yougoslavie (auj. en Slovénie) est un footballeur international slovène, qui évoluait en tant qu'attaquant.
Škaper est surtout connu pour avoir fini meilleur buteur de la PrvaLiga lors des saisons 1993–94 et 1994–95.